# 하키물라 마흐수드
하키물라 마흐수드(Hakimullah Mehsud, 1979년 ~ 2013년 11월 1일)는 파키스탄 탈레반 운동의 지도자 중 한 명이다.
테리크-이-탈레반 파키스탄(Tehrik-i-Taliban Pakistan)의 두 번째 에미 르였던 파키스탄 무장 세력이었다. 바이툴라 마흐수드(Baitullah Mehsud) 사령관의 대리인이자 무장 단체 페다인 알 이슬람(Fedayeen al-Islam)의 지도자 중 한 명으로 마흐수드(Mehsud) 장로가 CIA 드론 미사일 공격으로 사망하기 전이었다.
파키스탄의 쿠람 카이버(Khyber) 및 오락자이(Orakzai) 기관에서 TTP의 사령관이었다. 1979년경에 태어났으며 카리 후세인(Qari Hussain)의 사촌으로 묘사되었다. 그는 이전에 운전사로 일했으며 바이툴라 마흐수드(Baitullah Mehsud)와 매우 가까운 젊고 공격적인 현장 사령관으로 알려졌다. 하키물라 마흐수드(Hakimullah Mehsud)는 알카에다, 아프간 탈레반 등 여러 파키스탄 지하디스트 그룹과 관계를 유지했다. 2010년과 2011년에 TTP가 공개한 두 개의 비디오가 그가 공격에서 살아남았다는 것을 증명했지만 보고서는 처음에 그가 2010년 1월 14일 미국 드론 공격으로 치명상을 입었다고 밝혔다. 마흐수드는 2012년 1월 12일 미국의 드론 공격으로 사망한 것으로 파키스탄 정보부에 의해 보고되었다. 그러나 파키스탄 탈레반은 그 주장을 부인했다. 나중에 그가 2013년 11월 1일 파키스탄에서 미국의 무인 항공기 공격으로 사망했다는 것이 해당 그룹에 의해 확인되었다.